# Societatea pentru exploatări tehnice

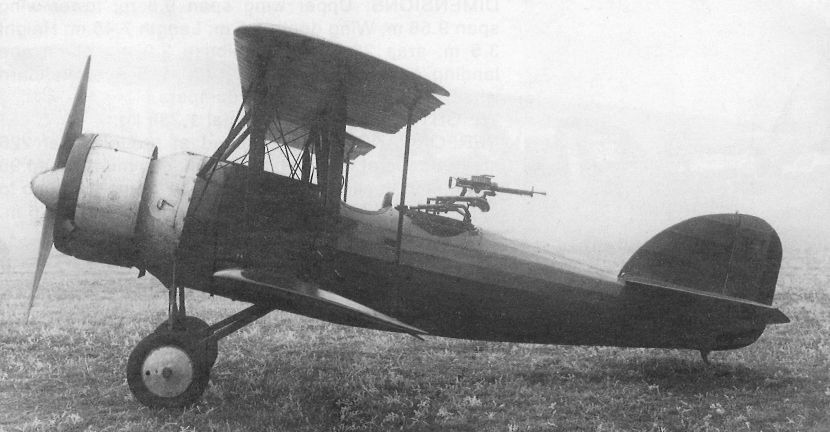
SET-7K

Societatea pentru exploatări tehnice (zkráceně SET, česky Společnost pro technický výzkum) byl rumunský průmyslový podnik založený v roce 1923 inženýrem Grigorem Zamfirescu v Bukurešti. Vznikl v době po I. světové válce, kdy chtělo Rumunsko vybudovat silný domácí letecký průmysl. Letecká divize byla založena začátkem roku 1924. SET byl jedním ze tří nejvýznamnějších rumunských leteckých výrobců vzniklých v té době (vedle Industria Aeronautică Română (IAR) a Întreprinderea de construcții aeronautice românești (ICAR)).
V počátcích se firma věnovala opravám letadel Proto 2 a modifikacím De Havilland DH.9. Poté vyvíjela vlastní stroje (zejména cvičné a stíhací) a dodávala je ve 30. letech 20. století rumunskému letectvu. V roce 1931 se změnil název firmy na Fabrica de avioane S.E.T. inginer „Grigore Zamfirescu”. Ke konci 30. let byl vývoj vlastních letadel opuštěn a přešlo se na výrobu licenčních typů (např. rumunské IAR 27, IAR 39, zahraniční Fleet F-10G, Nardi FN.305). V roce 1938 firma uskutečnila dohodu s rumunským ministerstvem letectva a námořnictva na pravidelnou objednávku letounů během příštích pěti let. Výroba měla být přesunuta do nových závodů v Moldavsku pod novým názvem Industria nationala aeronautica (INA). Vypuknutí II. světové války zabránilo realizaci tohoto programu. Na místo toho se výroba v hlavní továrně v Bukurešti rozšířila, vyráběla se licenční letadla (např. německé Heinkel He 111).
Po skončení II. světové války se pokračovalo ve výrobě a opravách letadel až do roku 1946, kdy byla letecká výroba společnosti ukončena.

## Seznam letadel
- Proto SET-1
- Proto SET-2
- SET-3
- SET-31
- SET-4
- SET 41
- SET-7
- SET-7K
- SET-10
- SET-X
- SET-7K
- SET-XV